# 空也十番勝負
『空也十番勝負』（くうやじゅうばんしょうぶ）は、佐伯泰英による日本の時代小説シリーズ。双葉文庫より書き下ろしで刊行されていたが、居眠り磐音同様、加筆修正を経た「決定版」が文春文庫より2021年8月より刊行され、以降は文春文庫より刊行されている。
2016年1月に完結した『居眠り磐音 江戸双紙』に続く続編として、2017年1月よりシリーズがスタートした。

## 登場人物

### 主人公
坂崎空也（さかざき くうや）
この作品の主人公。江戸神保小路の直心影流尚武館道場の主である坂崎磐音の嫡男。16歳で父親の故郷である九州の豊後関前から武者修行に旅立ち、薩摩で野太刀流、肥後でタイ捨流を学ぶなど剣術修行の日々を過ごしている。
愛刀は11代将軍徳川家斉より拝領した修理亮盛光2尺7寸。

#### 江戸坂崎家
坂崎磐音（さかざき いわね）
空也の父にて尚武館道場の主。前作の『居眠り磐音 江戸双紙』の主人公。元豊後関前藩の藩士であったが、藩騒動に巻き込まれ後に脱藩。浪人暮らしをしながら剣術の師である佐々木玲圓のもとで修行を積み、後に佐々木家の養子となり尚武館道場を引き継いだ。愛刀は備前包平2尺7寸。
おこん
空也の母。尚武館道場の内所を切り盛りする。
坂崎睦月（さかざき むつき）
空也の妹。

### 豊後関前

#### 豊後関前藩
福坂俊次（ふくさか としつぐ）
関前藩の藩主。元は日出藩木下家分家、立石領5000石の領主の弟であったが、前藩主の実高の養子となって関前藩の跡継ぎとなった。尚武館道場にも入門し、磐音の指導を受ける。
中居半蔵（なかい はんぞう）
関前藩国家老。江戸屋敷詰直目付や藩物産所組頭、江戸留守居役を歴任。

#### 豊後坂崎家
坂崎照埜（さかざき てるの）
磐音の母および空也の祖母。遼次郎の養母。
坂崎遼次郎（さかざき りょうじろう）
関前藩中老。井筒洸之進の次男で、兄の源太郎は磐音の妹伊代の夫。磐音が佐々木家への養子縁組が決まったことを受けて正睦に乞われて坂崎家の養子となった。江戸勤番の際に尚武館道場に入門。その後国許に戻り、従妹のお英と所帯を持ち、長男の遼太郎、長女の萩埜、次男の正次郎の3人の子供がいる。やがて中老職を務め、国家老となった半蔵を補佐する。
井筒伊代（いづつ いよ）
磐音の妹。夫は遼次郎の兄である井筒源太郎。

#### 前田屋
前田屋奈緒（まえだや なお）
磐音の元許嫁。出羽国の紅花問屋前田屋内蔵助のもとへ嫁入りする。内蔵助の死後は3人の子を連れて江戸に戻り「最上紅前田屋」を開き、一方で関前藩の藩物産所のために、関前にて紅花栽培を始めた。

### 薩摩藩
渋谷重兼（しぶや しげかね）
薩摩藩領菱刈郡にある外城「麓館」の主。薩摩藩第8代藩主島津重豪のの御側御用として仕えていたが、藩主が9代目藩主斉宣に代わった際に隠居し、江戸から菱刈郡に戻る。空也の薩摩入りの折、半死半生だった空也を助けその後も空也を薩摩に逗留させた。空也が薩摩を去る際に大和守波平2尺7寸4分を与えた。
渋谷眉月（しぶや まゆつき）
重兼の孫娘。父親の重恒は江戸薩摩藩邸の重臣。江戸育ちだったが、隠居して菱刈郡の所領地に戻る重兼に同道して初めて薩摩の地に入った。空也に恋心を抱いている。
薬丸新蔵（やくまる しんぞう）
薩摩藩領内加治木の薬丸道場で日々厳しい稽古を積む野太刀流の若き遣い手。薩摩藩御家流儀である東郷示現流に対抗意識を燃やしている。薩摩藩内で行われた具足開きで空也と対戦した後に、野太刀流の武名を上げようと江戸へ旅立つ。やがて尚武館道場に訪れ、磐音の知遇を得て小梅村に住み込むことになり、その後三十間堀三原橋近くに野太刀流薬丸道場を開き、長左衛門兼武に改名した。

### 江戸

#### 尚武館道場
神保小路と小梅村の2カ所に道場がある。
依田鐘四郎（よだ かねしろう）
尚武館道場で師範を務めた磐音の兄弟子。
松平辰平（まつだいら たっぺい）
筑前福岡藩士。福岡藩では御番衆にして剣術指南役、尚武館道場では師範代を務める。妻は箱崎屋次郎平の末娘お杏。
重富利次郎（しげとみ としじろう）
豊後関前藩士。関前藩では御番衆にして剣術指南役、尚武館道場では師範代を務める。
重富霧子（しげとみ きりこ）
元雑賀衆のくノ一で利次郎の妻。自身と同じ紀伊姨捨の郷で生まれた空也の身を案じている。
田丸輝信（たまる てるのぶ）
尚武館道場の師範代。磐音の命で小梅村の道場を運営を任されている。妻は竹村武左衛門の長女の早苗。
神原辰之助（かんばら たつのすけ）
尚武館道場の師範代。丹波園部藩江戸藩邸定府の用人川原田重持の娘美祢と婚約し、川原田家へ婿入りすることになった。
小田平助（おだ へいすけ）
富田天信正流槍折れの使い手で尚武館道場の客分および門番。尚武館道場の稽古の一つ槍折れの指導に当たる。
向田源兵衛（むこうだ げんべえ）
間宮一刀流の使い手で尚武館道場の客分。小梅村の道場を運営を任されている輝信を支えている。
松浦弥助（まつうら やすけ）
元公儀御庭番衆吹上組に属した忍びで現在は磐音に仕えている。忍術では霧子の師匠。道場の手伝いもしている。
中川英次郎（なかがわ えいじろう）
尚武館道場の門弟。勘定奉行中川飛騨守忠英の次男。向田源兵衛からの指導を好んでいる。坂崎睦月に恋心を抱いている。
常村又次郎（つねむら またじろう）
肥後人吉藩士。御番頭にして肥後にある丸目道場の門弟。空也が肥後に滞在した際、ともに稽古に励んだ。空也が肥後を去る際に重兼から拝領した大和守波平を預かり、参勤上番で江戸に入ると磐音に波平を届けた。その後正式に尚武館道場に入門し、門弟となった。

#### 幕閣
速水左近（はやみ さこん）
直参旗本で将軍御側御用取次を務める。佐々木玲圓の剣友でおこんの養父。

## 作品リスト
1. 青春篇 声なき蝉（上・下巻）、2017年1月6日
2. 青春篇 恨み残さじ、2017年9月14日
3. 青春篇 剣と十字架、2018年1月4日
4. 青春篇 異郷のぞみし、2018年6月15日
5. 青春篇 未だ行ならず（上・下巻）、2018年12月16日
6. 異変ありや、2022年1月4日
7. 風に訊け、2022年5月10日
8. 名乗らじ、2022年9月1日
9. 荒ぶるや、2023年1月4日
10. 奔れ、空也、2023年5月9日